# Mettet
Mettet (Metet in vallone ) è un comune belga di 12 037 abitanti situato nella provincia vallona di Namur.

## Amministrazione

### Gemellaggi
- Denain, dal 2011